# Provincia di Benslimane
La provincia di Benslimane è una delle province del Marocco, parte della regione di Casablanca-Settat.

## Geografia antropica

### Suddivisioni amministrative
La provincia di Benslimane conta due municipalità e 14 comuni:

#### Municipalità
- Benslimane
- Bouznika

#### Comuni
- Aghbala
- Ahlaf
- Ain Tizgha
- Bir Ennasr
- Cherrat
- El Mansouria
- Feddalat
- Jemaa
- Mellila
- Moualine el Ghaba
- Moualine el Oued
- Oulad Ali
- Oulad Yahya
- Rdadna Oulad Malek
- Sidi Bettache
- Ziaida